# Tony Ineson
Anthony Braemar „Tony” Ineson (ur. 23 kwietnia 1950 w Christchurch) – nowozelandzki hokeista na trawie. Złoty medalista olimpijski z Montrealu.
Zawody w 1976 były jego jedynymi igrzyskami olimpijskimi. W turnieju zagrał w siedmiu spotkaniach i zdobył cztery bramki. Znajdował się w kadrze przed IO 80 jednak Nowa Zelandia ostatecznie zbojkotowała igrzyska w Moskwie. Jego brat Chris również był hokeistą i olimpijczykiem (w 1972).